# Erdős, l'homme qui n'aimait que les nombres

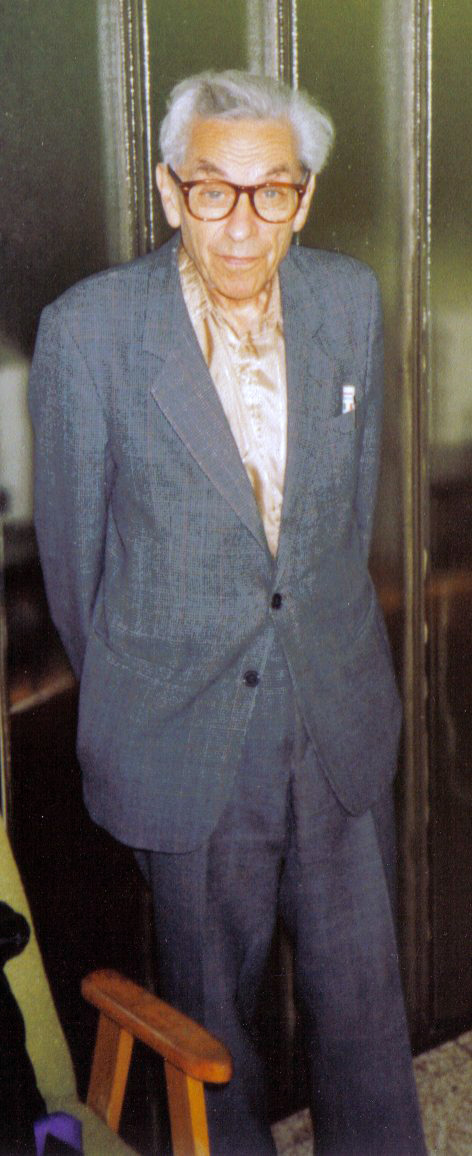
L'homme qui n'aimait que les nombres décrit la visite de Paul Erdős à Jon Folkman après que celui-ci ait subi une opération pour un cancer du cerveau. Pour rendre à Folkman sa confiance en lui, Erdős l'a immédiatement mis au défi de résoudre des problèmes mathématiques.

Erdős, l'homme qui n'aimait que les nombres est une biographie du célèbre mathématicien Paul Erdős écrite par Paul Hoffman. Le livre a été publié pour la première fois le 15 juillet 1998 par Hyperion Books. Une édition de poche est parue en 1999. Le livre est, selon les mots de l'auteur, "un ouvrage basé sur les souvenirs d'Erdős, de ses collaborateurs et de leurs épouses". Le livre est un best-seller au Royaume-Uni et a été publié dans 15 langues différentes dans le monde. Le livre a remporté le Rhône-Poulenc Prize for Science Books de 1999, battant de nombreux écrivains distingués et établis, comme par exemple Edward Osborne Wilson.

## Origine
Hoffman a été missioné par le magazine The Atlantic Monthly en 1987 pour dresser le profil d'Erdős, qui avait alors remporté le National Magazine Award pour certaines de ses publications. Après cela, Hoffman a suivi Erdős dans ses voyages pendant les 10 dernières années de sa vie, prenant des notes sur son train de vie extrêmement inhabituel et interviewant ses nombreux collaborateurs.

## Contenu
La majeure partie partie du livre concerne Erdős, mais une grande partie concerne également d'autres mathématiciens, passés et présents, dont Ronald Graham, Carl Friedrich Gauss, Srinivasa Ramanujan ou encore GH Hardy. Hoffman essaie également de donner des exemples de ce que sont les mathématiques, pourquoi il les considère comme importantes, et pourquoi de nombreux mathématiciens comme Erdős consacrent toute leur vie aux mathématiques. Il contient également un contexte d'histoire de l'Europe et des États-Unis du temps d'Erdős.
Le livre, dans l'ensemble, dépeint Erdős sous un jour favorable, soulignant ses nombreuses qualités attachantes, comme sa simplicité enfantine, sa générosité, sa nature altruiste, sa gentillesse ou encore sa douceur envers les enfants. Cependant, il tente également d'illustrer son impuissance à accomplir des tâches banales, les difficultés rencontrées par ses proches en raison de ses excentricités, et son comportement obstiné et frustrant.

### Erdős apporte du réconfort à Jon Folkman
Hoffman rapporte l'anecdote suivante, qui montre la dévotion résolue d'Erdős à ses amis et aux mathématiques. À la fin des années 1960, le jeune mathématicien Jon Folkman est diagnostiqué d'un un cancer du cerveau avancé. Pendant son hospitalisation, Folkman a reçu la visite de Ronald Graham et Paul Erdős à plusieurs reprises. Après son opération au cerveau, Folkman désespérait d'avoir perdu ses compétences en mathématiques. Dès que Folkman a reçu Graham et Erdős à l'hôpital, Erdős a défié Folkman avec des problèmes mathématiques afin de l'aider à regagner sa confiance en lui.
Hoffman note que le rétablissement de Folkman a été de courte durée. Malgré sa capacité à résoudre les problèmes posés par Erdős, Folkman a acheté une arme à feu et s'est suicidé. Le superviseur de Folkman à la RAND, Delbert Ray Fulkerson, s'est reproché de ne pas avoir remarqué de comportements suicidaires chez Folkman. Des années plus tard, Fulkerson s'est également suicidé.

## Style
Le livre est principalement écrit sans trop de détails techniques et peut être lu par n'importe qui sans connaissances mathématiques. Hoffman donne quelques exemples relativement simples de problèmes mathématiques tout au long du livre (comme l'argument diagonal de Cantor ) pour illustrer certaines des idées des mathématiques modernes.[réf. nécessaire]